# 1567
Năm 1567 (số La Mã: MDLXVII) là một năm thường bắt đầu vào thứ Tư trong lịch Julius.